# Flash (série télévisée, 1990)
Pour les articles homonymes, voir Flash.
Cet article concerne la série télévisée de 1990. Pour la série télévisée de 2014, voir Flash (série télévisée, 2014).
Flash (The Flash) est une série télévisée américaine en 1 pilote de 90 minutes et 21 épisodes de 45 minutes, créée par Paul DeMeo et Danny Bilson d'après le personnage de DC Comics éponyme, et diffusée entre le 20 septembre 1990 et le 18 mai 1991 sur le réseau CBS.
En Belgique et au Luxembourg, elle fut diffusée dès 1991 sur RTL-TVI et RTL TV avec 22 épisodes. En France, seuls 20 épisodes ont été diffusés du 2 septembre 1992 au 3 février 1993 sur TF1, sur la case de 13h35. Rediffusion du 2 septembre 1993 au 23 janvier 1994 sur M6 puis diffusée aussi sur M6 avec deux épisodes inédits. Rediffusion plus tard sur Game One.

## Synopsis
À la suite d'un accident de laboratoire au cours duquel il est frappé par la foudre et aspergé de produits chimiques, le chercheur Barry Allen, qui travaille pour le département de la police scientifique, découvre qu'il est capable de se déplacer à une vitesse supersonique. Avec l'aide de la scientifique Tina McGee, il va apprendre à maîtriser ses pouvoirs et les mettre au service de la justice sous le nom de Flash. Il devient alors un Super-héros, combattant les criminels qui sévissent dans sa ville, Central City.

## Distribution

### Acteurs principaux
- John Wesley Shipp (VF : Vincent Violette) : Barry Allen, officier de la police scientifique / Flash / Pollux (épisode 17 Le Super-clône)
- Amanda Pays (VF : Véronique Augereau) : Dr Christina « Tina » McGee, chercheuse à Starlab
- Alex Désert (VF : Serge Faliu) : Julio Mendez, assistant de Barry

### Acteurs récurrents
- Biff Manard (VF : Michel Modo, Jean-Claude Sachot puis Pierre Baton) : officier Michael Frances Murphy
- Vito D'Ambrosio (VF : Jean-Jacques Nervest, Pierre Tessier puis Philippe Vincent) : officier Bellows
- Mike Genovese (VF : Michel Derain, Marcel Guido[6], Michel Modo[6], Pierre Hatet puis Hervé Caradec[6]) : lieutenant Warren Garfield
- Dick Miller (VF : Philippe Peythieu, Jean-Claude Robbe puis Serge Lhorca) : Fosnight, escroc-indic
- Joyce Hyser (VF : Françoise Cadol) : Megan Lockhart, détective privée
- Richard Belzer : Joe Kline, journaliste vedette de Central City
- M. Emmet Walsh (VF : Yves Barsacq puis Jean-Pierre Delage) : Henry Allen, le père de Barry
- Priscilla Pointer (VF : Monique Mélinand puis Nicole Favart) : Nora Allen, la mère de Barry
- Gloria Reuben (VF : Véronique Alycia) : Sabrina, la compagne de Julio

### Invités
- Michael Nader (VF : Emmanuel Jacomy puis Hervé Bellon) : Nicholas Pike, chef du gang des motards (ép. 01 : Pilote et 15 : Le Saut dans le temps)
- Tim Thomerson (VF : Marcel Guido) : officier Jay Allen, le frère aîné de Barry (ép. 01 : Pilote)
- Jeff Perry : Charlie (ép. 02 : La Cour des miracles)
- Elizabeth Gracen (VF : Françoise Cadol) : Celia Wayne (ép. 04 : Le Secret de Raspoutine)
- Ian Buchanan : Stan Kovacs (ép. 04 : Le Secret de Raspoutine)
- Lydie Denier : Kate Tatting (ép. 04 : Le Secret de Raspoutine)
- Clifton Collins Jr. : Javier O'Hara (ép. 05 : Magie noire)
- Robert Shayne (VF : Jean-Pierre Moulin) : Reggie (ép. 06 : Rien ne va plus et 10 : L'Homme invisible)
- Wes Studi : Roller (ép. 06 : Rien ne va plus)
- Jonathan Brandis : Terry Cohan (ép. 07 : Un jeu d'enfant)
- Mark Dacascos : Osako (ép. 07 : Un jeu d'enfant)
- Adam West : Hippy Guy (ép. 07 : Un jeu d'enfant)
- Jason Bernard (VF : Mario Santini) : Dr Desmond Powell / The Nightshade (ép. 09 : Le Spectre ; ép. 16 : L'Imposteur)
- Lois Nettleton : Belle Crocker (ép. 09 : Le Spectre)
- Angela Bassett (VF : Maïk Darah) : Linda Lake (ép. 11 : Autour de minuit)
- Ken Foree : Whisper (ép. 11 : Autour de minuit)
- Mark Hamill (VF : Philippe Peythieu puis Roland Timsit) : Jesse James / Trickster (ép. 12 : Le Charlatan ; 22 : Le Procès du Charlatan)
- Bryan Cranston (VF : Roland Timsit) : Philip Mark Moses (ép. 14 : Un bébé sur les bras)
- Robert Z'dar  : Bodey Nuff (ép. 14 : Un bébé sur les bras)
- Jeri Ryan : Felicia Kane (ép. 16 : L'Imposteur)
- Denise Crosby (VF : Véronique Alycia) : Dr Rebecca Frost (ép. 16 : L'Imposteur)
- Richard Burgi (VF : Georges Caudron) : Curtis Bohannan (ép. 16 : L'Imposteur)
- Michael Champion (VF : Marcel Guido) : Capitaine Glaçon (ép. 17 : Une vague de froid)
- Jeffrey Combs (VF : Roland Timsit) : Jimmy Swain (ép. 17 : Une vague de froid)
- François Chau : Johnny Choi (ép. 17 : Une vague de froid)
- David Cassidy (VF : Roland Timsit) : Sam Scudder / le Maître des miroirs (ép. 19 : Le Maître des miroirs)
- Bill Mumy (VF : Mathias Kozlowski) : Roger Braintree (ép. 20 : Le Chant des sirènes)
- Laura Robinson : (VF : Martine Meirhaeghe) : Colonel Christine Powers (épisode 21)

Source V. F. : Doublage Séries Database

## Épisodes
1. Flash (Pilot)
2. La Cour des miracles (Out of Control)
3. Vingt ans après (Watching the Detectives)
4. Le Secret de Raspoutine (Honor Among Thieves)
5. Magie noire (Double Vision)
6. Rien ne va plus (Sins of the Father)
7. Un jeu d'enfant (Child's Play)
8. L'Ange de la mort (Shroud of Death)
9. Le Spectre (Ghost in the Machine)
10. L'Homme invisible (Sight Unseen)
11. Autour de minuit (Beat the Clock)
12. Le Charlatan (The Trickster) (Le super vilain est issu du comics The Trickster)
13. Tina, c'est vous ? (Tina, Is That You?)
14. Un bébé sur les bras (Be My Baby)
15. Le Saut dans le temps (Fast Forward)
16. L'Imposteur (Deadly Nightshade)
17. Une vague de froid (Captain Cold) (Le super vilain est issu du comics Captain Cold)
18. Le Super-clone (Twin Streaks) (Le super vilain est inspiré du comics Professeur Zoom)
19. Le Maître des Miroirs (Done with Mirrors) (Le super vilain est issu du comics Mirror Master)
20. Le Chant des sirènes (Good Night, Central City)
21. Alpha (Alpha)
22. Le Procès du Charlatan (The Trial of the Trickster) (Le super vilain est issu du comics The Trickster)

## Sortie DVD
L'intégralité des épisodes est sortie dans un coffret 4 DVD double face chez Warner Home Vidéo le 5 juillet 2006 (ASIN B000FILR4U). La version française et la version originale sous-titrée sont présentes. Aucun supplément sur les coulisses de la série n'est disponible dans cette édition.

## Figurine
Le 1er mars 2018, Mattel à sortie une figurine 17 cm de la série Flash (DC Comics Multiverse Signature Collection The Flash Figure)

## Autour de la série
- Le Flash de cette série est un mélange des trois Flash ayant existé : Jay Garrick, Barry Allen et Wally West. Tina McGee est une jeune scientifique liée à Wally West.
- Lors de sa première diffusion sur TF1, 2 épisodes n'ont pas été diffusés dont le second épisode intitulé La Cour des Miracles censuré par la chaîne estimant qu'il était trop effrayant pour le jeune public. Il sera finalement diffusé sur M6 tardivement le 9 décembre 1995[7] à 00 h 10.
- Comme toute série télévisée, les producteurs ont procédé à des aménagements entre le téléfilm pilote et le premier épisode comme l'appartement de Barry Allen, qui est très différent du premier, et l'apparition d'autres personnages récurrents comme le lieutenant Garfield ou encore l'escroc-indic Fosnight. Par ailleurs, c'est également à partir du second épisode (La Cour des Miracles) que le nom de Flash est prononcé pour la première fois (par le Dr Tanner).
- Si la série comporte quelques morts, aucune de ces victimes n'est l'œuvre de Flash. Celui-ci se contente de coincer ses ennemis, de les assommer ou de les piéger, puis de les livrer à la justice. Il en est de même pour Nicholas Pike (qui a tué Jay Allen, le frère de Barry) que Flash pousse à se faire électriser sur le hauban d'une antenne, ce qui le rend juste inconscient.
- De nombreux décors comportent des fresques peintes, ce qui n'est pas sans rappeler le travail réalisé pour le décor de l'Hôtel du Grand nord dans la série Twin Peaks lancée quelques mois plus tôt.
- La série n'a pas eu une grosse audience lors de sa diffusion ; elle fut arrêtée en raison du coût des effets spéciaux, jugé trop important. Elle se conclut cependant sur une fin ouverte : Lorsque le panneau d'accueil de Central City est restitué (après que la ville a été provisoirement rebaptisée Tricksterville), les peintres rajoutent au-dessous un autre panneau sur lequel il est écrit Home of the Flash (Maison de Flash), ce qui suggère que, peu importe les injustices, le justicier sera toujours là pour les combattre.
- La série semble comporter une petite inversion dans l'ordre de ses épisodes : Dans l'épisode 12 (Le Charlatan), Tina McGee a les cheveux frisés alors que dans l'épisode 13 (Tina, c'est vous ?), elle a encore les cheveux plats. Par conséquent, l'épisode 13 est censé se passer avant le 12.
- 3 téléfilms sont sortis en VHS: The Flash, qui n'est autre que l'épisode pilote, Flash II : La Revanche du Trickster (The Flash II : Revenge of the Trickster) consacré au Charlatan, qui regroupe les épisodes 12 et 22, ainsi que Flash III : Deadly Nightshade qui regroupe les épisodes 9 et 16. Ils sont disponibles en DVD dans leur version télévisée.
- Dans l'épisode 5, pendant une des courses de Flash, il est écrit «y West Auto Service Air Auto-Body» sur l'immeuble derrière lui. On peut en déduire que le y et le West font référence à Wally West, un des Flash.
- Dans l'épisode 7, les films à l'affiche sont Superman et Batman. On peut aussi voir leurs logos sur les affiches, et entendre le thème musical du film de Tim Burton.
- Dans l'épisode 8, sur le palais de justice, on peut lire « Veritas-Aequalitas-Justicia» qui veut dire «Vérité, égalité, justice» en latin, les trois principes de la Ligue des Justiciers.
- Jonathan Brandis de l'épisode 7 Un jeu d'enfant, jouera à nouveau avec John Wesley Shipp dans le film L'Histoire sans fin 2 : Un nouveau chapitre.

## Retour du personnage en 2018
Près de 28 ans après l'arrêt de la série et à l'occasion du crossover annuel de l'Arrowverse, le personnage originel revient prêter main-forte au héros de Flash. Le producteur Marc Guggenheim qui en avait l'idée depuis 7 ans voulait l'intégrer mais n'en avait pas eu l'opportunité. John Wesley Shipp a donc repris le rôle. Un cliché est posté sur les réseaux sociaux pour annoncer l'événement. Le crossover s'intitule Elseworlds. L'année suivante, John Wesley Shipp reprend également ce rôle dans le crossover Crisis On Infinite Earths.
John Wesley Shipp joue dans 30 épisodes de l'autre série Flash de 2014 à 2023. Il joue 3 personnages : Henry Allen + Barry Allen + Jay Garrick.
- saison 1 épisodes 1+2+3+9+12+17+23
- saison 2 épisodes 1+7+13+20+21+22+23
- saison 3 épisodes 1+2+9+16+23
- saison 4 épisode 15
- saison 5 épisodes 8+9
- saison 6 épisodes 2+9
- saison 7 épisodes 17+18
- saison 8 épisodes 6+20
- saison 9 épisode 10+13

Et fait des petites apparitions dans 3 séries :
- Supergirl saison 4 épisode 8 (rôle : Barry Allen/Flash)
- Arrow saison 7 épisodes 8+9 (rôle : Barry Allen/Flash)
- Stargirl saison 2 épisode 9 et saison 3 épisode 13 (rôle : Jay Garrick/Flash)

Barry Allen le Flash de 1990 en costume rouge apparait dans le Flash 2014 : saison 2 épisode 13 + saison 5 épisode 9 + saison 6 épisode 9
Amanda Pays joue une nouvelle version de Dr Christina « Tina » McGee dans 6 épisodes de l'autre série Flash de 2014 à 2019.
- saison 1 épisodes 9+18
- saison 2 épisodes 4+11+22
- saison 6 épisode 9

Alex Désert joue une nouvelle version de Julio Mendez dans 2 épisodes de l'autre série Flash de 2016 à 2017.
- saison 3 épisodes 1+12

Vito D'Ambrosio joue une nouvelle version de Anthony Bellows dans 4 épisodes de l'autre série Flash de 2015 à 2018.
- saison 1 épisode 17
- saison 2 épisode 1
- saison 4 épisodes 4+12

Mark Hamill joue une nouvelle version de James Jesse / Trickster (comics) dans 3 épisodes de l'autre série Flash de 2015 à 2016.
- saison 1 épisode 17
- saison 2 épisode 9
- saison 3 épisode 9

Corinne Bohrer joue une nouvelle version de Zoey Clark dans 1 épisode de l'autre série Flash en 2018.
- saison 4 épisode 11

## Doublage français
Dans la version française, des termes ou même des noms de personnages employés peuvent changer d'un épisode à l'autre. Ainsi le justicier qu'incarne le docteur Desmond Powell (en VO le Nightshade) dans les épisodes 9 (Le Spectre) et 16 (L'Imposteur) se fait appeler le Chevalier noir dans le premier puis le Justicier de la nuit dans le second ; Fosnight est bien prononcé « Fosse-Naïte » dans la plupart des épisodes sauf L'Imposteur où il est curieusement prononcé « Fosse-Meïte » ; Joe Kline est parfois prononcé Klein.